# Хасан Али-хан
Хасан Али-хан (? — 1468) — предпоследний султан государства Кара-Коюнлу (1467—1468), сын и преемник Джаханшаха.

## Восстания
Представитель династии Кара-Коюнлу. Второй сын Джаханшаха (1397—1467), султана Кара-Коюнлу (1435—1467). Хасан Али-хан несколько был заключен своим отцом из-за своей бунтарской природы. Он поднял восстание в 1458 году, но, услышав о возвращении Джаханшаха из Герата, бежал в Маку. После того, как ему было предоставлена амнистия из-за его матери, Хасан Али-хан присоединился к Узун-Хасану, султану Ак-Коюнлу. Однако вскоре он был изгнан и присоединился к своему старшему брату Пирбудагу в Исфахане. Братья снова восстали в 1459 году. Они были разбиты и снова прощены Джаханшахом, который находился под влиянием их матери. Их последний бунт в 1464 году был катастрофическим, Пирбудаг был казнен, а Хасан али снова заключен в тюрьму в Маку.

## Правление
После смерти отца Джаханшаха в 1467 году Хасан Али-хан был освобожден некоторыми эмирами и объявлен новым султаном Кара-Коюнлу. После вступления на султанский престол он предложил тимуридскому правителю Абу-Сеиду Мирзе объединить свои силы против Узун-Хасана. Тем временем в Тебризе, столице Кара-Коюнлу, дочери Кара Искандар-хана Араиш и Шахсарай провозгласили своего брата Хусейна Али новым султаном. Поднял восстание и его брат Касим-Бег, правивший в провинции Керман. Хасан Али-хан подавил все восстания, вплоть до того, что Касим-Бег, его мачеха Джан Бегум и его дядья по материнской линии, Касим и Хамза, были преданы казни.
Однако вскоре Хасан Али-хан был схвачен Огурли-Мухаммадом, сыном и наследником Узун-Хасана, и предан смерти . По данным Фарука Зюмера, Хасан Али-хан покончил с собой в Хамадане.

## После смерти
Один из эмиров Джаханшаха Пирали Бек Бахарлу объявил Мирзу Юсуфа султаном после смерти его старшего брата.